# Negrita
I Negrita sono un gruppo musicale rock italiano, formatosi all'inizio degli anni novanta a Marcena, una frazione del comune di Arezzo. Prendono il loro nome dal brano dei Rolling Stones Hey! Negrita.
Nel corso della loro carriera hanno pubblicato undici album in studio, tre dal vivo e altrettante raccolte.

## Storia

### Primi anni
Le loro origini risalgono alla seconda metà degli anni ottanta, in cui inizialmente il gruppo (ancora in fase di formazione) decide di farsi conoscere sotto lo pseudonimo Gli Inudibili. Il progetto sembra andare bene e nel 1991 decidono di mandare in giro due demo (Qui fa presto sera e Zingara della notte) a radio indipendenti e vari produttori del circolo musicale underground, ma senza alcun successo. Nel 1992 si aggiunge al gruppo il bassista Franco Li Causi e con il terzo demo raccolgono l'attenzione del produttore Fabrizio Barbacci, che decide di metterli sotto contratto con la Black Out/PolyGram, proponendo contemporaneamente alla batteria Roberto "Zama" Zamagni (che aveva già inciso Maciste contro tutti con il Consorzio Suonatori Indipendenti). Il gruppo è in formazione definitiva e, chiusa l'esperienza de Gli Inudibili, decide di chiamarsi Negrita. Nell'estate 1993 lavorano alla registrazione del loro primo album.

### NegritaeParadisi per illusi(1994-1995)
Nel 1994 esce l'album Negrita, promosso dal brano Cambio. Importante è la collaborazione con Luciano Ligabue nel brano L'han detto anche gli Stones, contenuto nell'album A che ora è la fine del mondo?, in cui il gruppo toscano partecipa agli arrangiamenti. Per promuovere ulteriormente l'album il gruppo ha realizzato anche i videoclip per i brani Rumore e Lontani dal mondo, oltre a una tournée di 140 date sparse nei vari club di tutta Italia.
L'anno successivo è stata la volta del secondo album Paradisi per illusi, le cui sonorità rappresentano una fase di transizione verso le successive pubblicazioni dei Negrita. I brani sono sei (più una traccia fantasma, Ambience). Il tour prosegue, insieme alla rotazione dei singoli Oltre il confine (con l'omonimo videoclip) e Io sono.

### XXX(1996-1998)

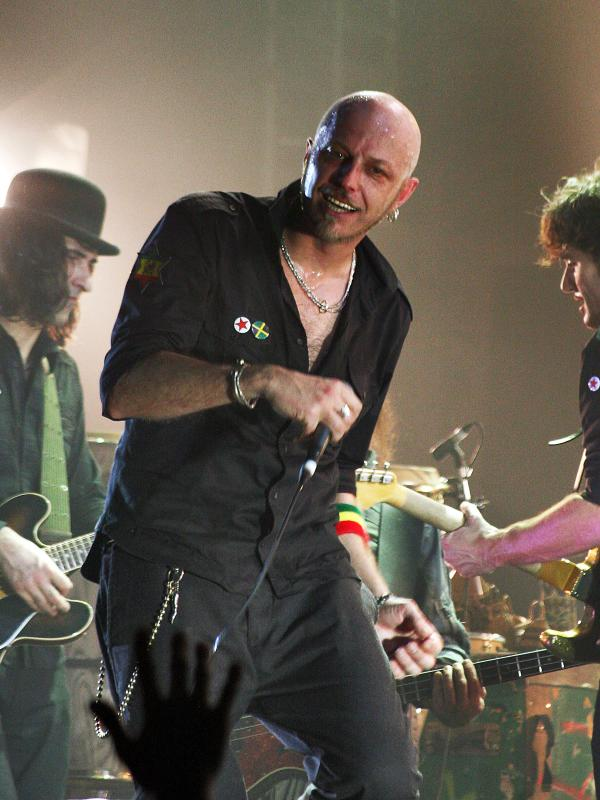
Pau nel 2009

Nel 1996 il gruppo comincia a cercare delle idee per un nuovo album. A giugno prendono in affitto una casa colonica nei pressi di Capolona ed iniziano un intenso lavoro di pre-produzione dei brani, per poi passare alla registrazione presso il Kingsway Studio di Daniel Lanois a New Orleans, prima dell'uragano che ne ha causato la distruzione (Louisiana) fino a settembre.
Nel febbraio 1997 esce XXX, preceduto dal singolo In un mare di noia. Inizia il tour che durerà sei mesi, ma oltre a portarli nei club si ritroveranno catapultati negli stadi, con il ruolo di apertura dei concerti di Ligabue. Altri singoli di successo sono Sex, A modo mio e Ho imparato a sognare. Quest'ultimo in particolare, soprattutto grazie all'inserimento nella colonna sonora del film Tre uomini e una gamba del trio comico Aldo, Giovanni e Giacomo, portò l'album a vendere oltre 100 000 copie, ottenendo il disco di platino. I videoclip dei singoli sono girati a New Orleans e sono inseriti nella videocassetta XXX, che contiene tutte le fasi di lavorazione del disco.

### ReseteCosì è la vita(1998-2000)
Terminato l'"XXX Tour" nel gennaio 1998, il gruppo decide di prendersi una breve pausa per poi costruire un proprio studio di registrazione, l'Hollywood Garage ad Arezzo, nel quale registreranno nuovi brani. Sempre nel 1998 il trio comico chiede una nuova collaborazione del gruppo, con la richiesta di comporre l'intera colonna sonora del film Così è la vita (Hollywood Sofà, Heaven #, Pulp e I'm your man). A dicembre, all'uscita del film, viene trasmesso in rotazione il singolo Mama maé, brano tratto dalla colonna sonora del film, oltre che primo singolo dell'album Reset, uscito a gennaio 1999.
A differenza dei lavori precedenti, la direzione di Reset è verso un approccio elettronico e ciò porterà al successo di vendita con oltre 100 000 copie, decretando il disco di platino. Segue un lungo tour che terminerà il 18 settembre a Bellante (Teramo), mentre altri singoli di successo sono In ogni atomo, Fragile e Hollywood (anche quest'ultimo incluso della colonna sonora del film del trio comico). Sono in nomination agli MTV Europe Music Awards 1999 come "Miglior Gruppo Italiano", battuti tuttavia dagli Elio e le Storie Tese.
Nel luglio 2000 partecipano all'Arezzo Wave e contemporaneamente lavorano a nuovi brani. Il 17 ottobre 2000, i Negrita sono stati docenti a "Scuola di Rock", progetto partito dall'organizzazione dell'Arezzo Wave, il festival rock dove il gruppo ha presentato Live in Alcatraz.

### Radio Zombie(2001)
Dopo un anno e mezzo di assenza dalle scene, eccetto la realizzazione della sigla We Need a Change del programma Il pittore in onda su Radio 2 nell'inverno 2001, nel settembre 2001 esce il singolo Bambole, che anticipa l'uscita di Radio Zombie (2001), quinto album di inediti, preceduta da un concerto al Rolling Stone di Milano. Per non ripetere l'esperienza tracciata con Reset, il gruppo decide di tornare alle proprie radici musicali e di dare particolare importanza ai testi.
Nel 2002 segue il "Radio Zombie Tour", che totalizza oltre 200 000 presenze ai concerti, mentre l'album raggiunge le 50 000 copie vendute, grazie anche alla rotazione dei singoli Non ci guarderemo indietro mai e Vertigine (Remix). Il tour termina il 27 settembre 2002 al Fillmore di Cortemaggiore; contemporaneamente si registrerà un DVD del concerto, uscito ad aprile 2003 con il titolo di Viaggio stereo.

### Ehi! Negrita(2003-2004)
Il 17 gennaio 2003 viene trasmesso in radio, oltre che in video, il singolo My way, uno dei tre inediti che precede il best of Ehi! Negrita, pubblicato il 4 marzo e contenente Tonight, che si classificherà al diciottesimo posto al Festival di Sanremo. Nella serata del 6 marzo hanno eseguito dal vivo la reinterpretazione di Like a Rolling Stone di Bob Dylan. Tra i sedici brani rimasterizzati proposti, la nuova versione di Lontani dal mondo e quelle radio di Cambio e A modo mio, insieme alla b-side We Need a Change.
Ad aprile inizia l'"Ehi! Negrita Tour", che a giugno subisce un'interruzione causata dall'abbandono del gruppo da parte del batterista Zama, dopo un susseguirsi di problemi familiari. L'ultimo concerto della formazione al completo è stato il 2 giugno a Trezzo sull'Adda.
Il terzo inedito Magnolia sarà il tormentone dell'estate ed il tour prosegue con alla batteria Paolo Valli, continuando fino a gennaio 2004, nella tranche invernale del "Club Tour". Sono in nomination agli MTV European Music Awards del 2003 come "Miglior Gruppo Italiano", senza ricevere però alcun premio, in quanto vincono la categoria i Subsonica.

### L'uomo sogna di volareeRotolando verso sud(2005-2006)

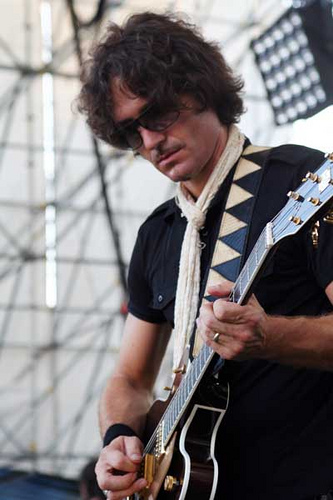
Drigo nel 2009

Ad inizio 2004 Drigo collabora all'arrangiamento del brano Ci sarai di Francesco Renga, contenuto nell'album Camere con vista, con un cameo nel video del singolo omonimo. Contemporaneamente partecipano al disco-tributo a Franco Battiato Voli imprevedibili, incidendo la reinterpretazione di Up Patriots to Arms, tratta dall'album del cantautore siciliano Patriots, pubblicato nel 1980.
Ad aprile 2004 il gruppo parte per un mini-tour in America meridionale in collaborazione con gli istituti italiani di cultura sparsi nel continente latino con il South American Tour. Durante la permanenza i Negrita approfittano per registrare alcuni pezzi a Salvador de Bahia. In estate la lavorazione del nuovo album prosegue ad Arezzo per poi protrarsi in Spagna fino a novembre 2004.
Il 17 dicembre 2004 viene lanciato sul web ed in rotazione video Sale, brano in cui si evidenziano le influenze latine e la svolta musicale intrapresa nei mesi precedenti alla conclusione della registrazione del nuovo album. Dopo Sale, il 14 gennaio 2005 esce Greta, il primo singolo ufficiale, mentre l'album L'uomo sogna di volare esce il 28 dello stesso mese. All'album hanno collaborato il batterista Cristiano Dalla Pellegrina (ex Extrema e Antonacci), il rapper Gabriel O'Pensador (rap su Sale) ed i musicisti Peu Meurray, Boghan Costa e Dario Pontes rispettivamente i primi due nelle percussioni e l'ultimo nella tromba (Greta e Rotolando verso sud). Il tour inizia ad aprile, mentre in estate prende piede il tormentone Rotolando verso sud. Come nel 1994 e nel 1997 la band partecipa per la terza volta al Concerto del Primo Maggio del 2005, ed essendo dedicato ai 70 anni di Enzo Jannacci, vengono eseguiti i brani Una fetta di limone (cover del cantautore milanese, insieme al conduttore della manifestazione Claudio Bisio e Roy Paci), Rotolando verso Sud e Mama Maé. Nell'estate 2005, tra una pausa e l'altra del tour, partecipano al disco La fantastica storia di Edoardo Bennato, incidendo È arrivato un bastimento, cover del cantautore partenopeo. L'album L'uomo sogna di volare vende oltre 100 000 copie, grazie anche ai singoli L'uomo sogna di volare e Destinati a perdersi. Ad ottobre, il videoclip Rotolando verso sud vince il Premio Videoclip Italiano 2005, nella categoria "Gruppi". A novembre 2005 il gruppo partecipa al programma Rockpolitik di Adriano Celentano, in onda su Raiuno, presentando dal vivo Sale, cantata insieme al rapper brasiliano Gabriel O'Pensador. Il 18 novembre pubblicano in rete per i fans la versione alternativa del singolo L'uomo sogna di volare, ovvero L'uomo sogna di volare (Corazon Tradiciònal), disponibile solo su iTunes, tramite le card distribuite gratuitamente nei concerti autunnali del gruppo. Sono in nomination agli MTV European Music Awards del 2005 come "Miglior Gruppo Italiano", senza ricevere però alcun premio, in quanto vincono la categoria i Negramaro.
Terminato il tour a gennaio 2006, i Negrita si prendono una pausa, in contemporanea alla pubblicazione del disco in Francia, Sudamerica, Spagna e Giappone. A marzo 2006 il gruppo partecipa al progetto Rezophonic di Mario Riso, contribuendo alla composizione di alcuni brani, insieme ad altri gruppi della scena alternative-rock italiana come Le Vibrazioni, Negramaro e Lacuna Coil.
Il tour riprende da giugno fino a settembre, sotto il nome di "Verso Sud Tour", supportato da un gruppo rock argentino (i Bersuit Vergarabat) in almeno 5 date. A novembre 2006 esce il film documentario Verso sud, un doppio DVD, che documenta la realizzazione del disco L'uomo sogna di volare, con l'aggiunta dei videoclip girati in America latina (ad eccezione di L'uomo sogna di volare, girato in Toscana, sulla spiaggia bianca di Rosignano Solvay e con la collaborazione di un folto gruppo di appartenenti al Virtual Fan Club del gruppo) per i singoli estratti più la versione spagnola di Rotolando verso sud (Rodando hacia el sur); la data del 15 luglio a Milano ripresa da MTV è inserita nell'altro DVD, insieme alle interviste fatte al gruppo.

### HELLdoradoeAtlantico Live 27 febbraio 2009(2008-2009)

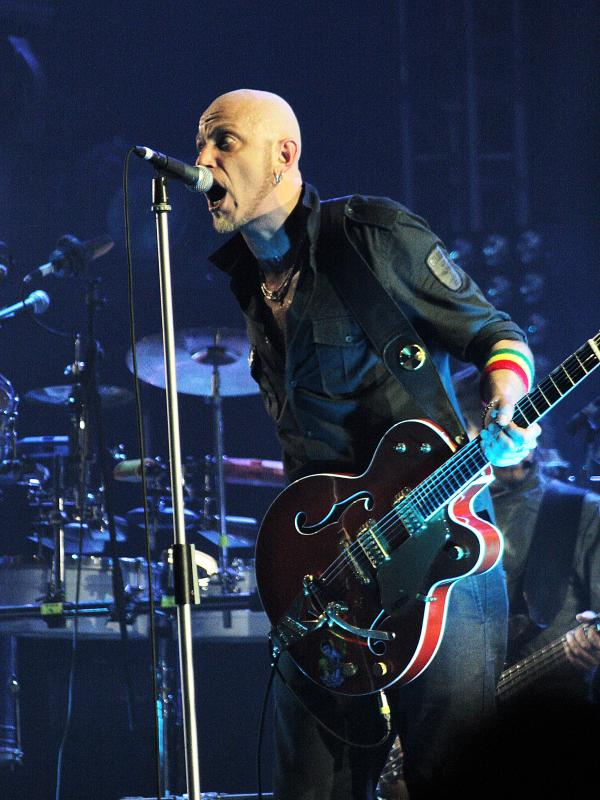
Pau nel 2009

Ad inizio 2007, Pau e Mac decidono di continuare il progetto "Zona bastarda", ovvero un DJ set nel quale propongono pezzi di altri artisti nei vari club e discoteche d'Italia, iniziato a primavera 2006. Sempre nel corso del 2007 i Negrita tornano live per alcune date in Argentina e Spagna come sostenitore del gruppo argentino Bersuit Vergarabat, mentre in Italia eseguono i quattro concerti del "No Relax Tour 2007", presentando tre brani inediti, di cui i titoli sembrano provvisori (Ululallaluna, Ma cherie e Ahi que pena la vida). Nello stesso periodo Pau duetta con Roy Paci nel brano Giramundo, contenuto nell'album SuoNoGlobal del 2007.
Ad inizi 2008 il gruppo aderisce alla campagna di Save the Children contro le mine antiuomo ed incide un duetto con Juanes riprendendo il brano Minas piedras (già pubblicato nell'album La vida... es un ratico del 2007) dell'artista colombiano con l'adattamento del titolo italiano Dove le pietre sono mine. Il singolo esce il 21 marzo 2008 ed i ricavati della vendita sono stati devoluti all'organizzazione umanitaria Save the Children. Il 19 settembre esce il singolo Che rumore fa la felicità?, disponibile in anteprima su iTunes e in streaming sul sito ufficiale dei Negrita che anticipa l'uscita del nuovo album prevista per fine ottobre 2008. Il 10 ottobre 2008 i Negrita si sono esibiscono al WABE di Berlino, invitati come rappresentanti del panorama musicale italiano, in occasione della fiera internazionale dell'industria musicale Popkomm.
Il disco viene presentato in anteprima su Virgin Radio Italia il 27 ottobre 2008, trasmettendo i brani Radio Conga, Il libro in una mano, la bomba nell'altra, Il ballo decadente, Malavida en Bs. As. e Ululallaluna. Il 31 ottobre 2008, a tre anni dal successo de L'uomo sogna di volare, esce il settimo album HELLdorado. Dopo una sola settimana dall'uscita, il disco raggiunge il quinto posto dei dischi più venduti, venendo certificato disco d'oro per le oltre 40 000 copie vendute.
A metà dicembre i Negrita indicono un concorso ai fan per partecipare al videoclip del nuovo singolo Radio Conga, in rotazione radiofonica e video ad inizio 2009, girato allo Stadio Olimpico di Roma il 22 dicembre 2008. Il video compare sul sito del gruppo il 19 gennaio 2009 durante la notte, per poi approdare sulle reti televisive musicali più conosciute.
Il tour parte il 31 gennaio 2009 da Borgo Valsugana con la "data zero", per poi continuare la presentazione del nuovo album in altri 10 concerti sparsi per l'Italia fino alla fine di febbraio. Sold out è stato il concerto tenutosi il 14 marzo a Londra, al The Borderline nelle vicinanze dell'ULU (University of London Union). Il 16 aprile HELLdorado è pubblicato anche in Argentina, anticipato dal singolo Malavida en Bs. As., anticipando la partenza del tour sudamericano per tutto il mese di maggio insieme ai gruppi argentini Bersuit Vergarabat e La Zurda.
Il 24 aprile esce il terzo singolo Gioia infinita permettendo al disco di raggiungere la vendita di oltre 80 000 copie diventando disco di platino, diventando così uno dei singoli più trasmessi e più venduti, grazie alla collaborazione di Juanes che duetta nella versione soul mix, in rotazione nell'estate 2009.
Sempre il 24 aprile esce l'EP live Venerdì 27 febbraio 2009 - Atlantico Live Helldorado Tour - Roma, nel quale si raccolgono cinque canzoni dell'ultimo disco eseguite nel concerto omonimo tenutosi a Roma, disponibile solamente su iTunes. Importante è il contributo di Franky e Cesare alla canzone Domani 21/04.2009 (cover riadattata di Mauro Pagani del 2003) del collettivo creato da Jovanotti Artisti uniti per l'Abruzzo in occasione del terremoto avvenuto il 6 aprile 2009 che ha sconvolto la città di L'Aquila.
Il gruppo ha ripreso i concerti in Italia da fine giugno fino a metà agosto prima di prendere parte alla dodicesima edizione dell'MTV Day il 12 settembre 2009.

### Dannato vivere,Negrita Live(2011-2012)
Il 25 ottobre 2011 i Negrita sono tornati sulle scene musicali con la pubblicazione dell'ottavo album in studio Dannato vivere. Il disco è stato anticipato a fine settembre dal singolo Brucerò per te e promosso nello stesso anno da Fuori controllo e nel 2012 da Il giorno delle verità, quest'ultimo cantato da Drigo anziché da Pau; il 20 febbraio è inoltre uscito Il giorno delle verità EP, contenente il brano originale e altre tre versioni differenti.
Tra gennaio e febbraio 2012 il gruppo ha intrapreso il Dannato vivere Arena Tour, composto da sette date nei principali palazzetti italiani, tra cui l'Unipol Arena di Casalecchio di Reno e il Mediolanum Forum di Assago; la sessione estiva del tour si è invece svolta tra il 29 giugno e il 7 settembre presso numerose località e festival musicali italiani. Il 3 luglio dello stesso anno i Negrita hanno ricevuto a Rende il "Riccio d'Argento" di Fatti di Musica, la ventiseiesima rassegna del Miglior Live d'Autore diretta da Ruggero Pegna, come "Migliore Band dell'Anno". Il 16 ottobre successivo è stato pubblicato Negrita Live, formato da un CD contenente alcuni estratti del concerto tenuto a Roma il 5 febbraio al Palalottomatica e da un DVD con il concerto integrale della sopracitata data sold out ad Assago. Il disco viene anticipato dal singolo La vita incandescente, in rotazione radiofonica dal 28 settembre.

### Unplugged Tour 2013eDéjà vu(2013-2014)

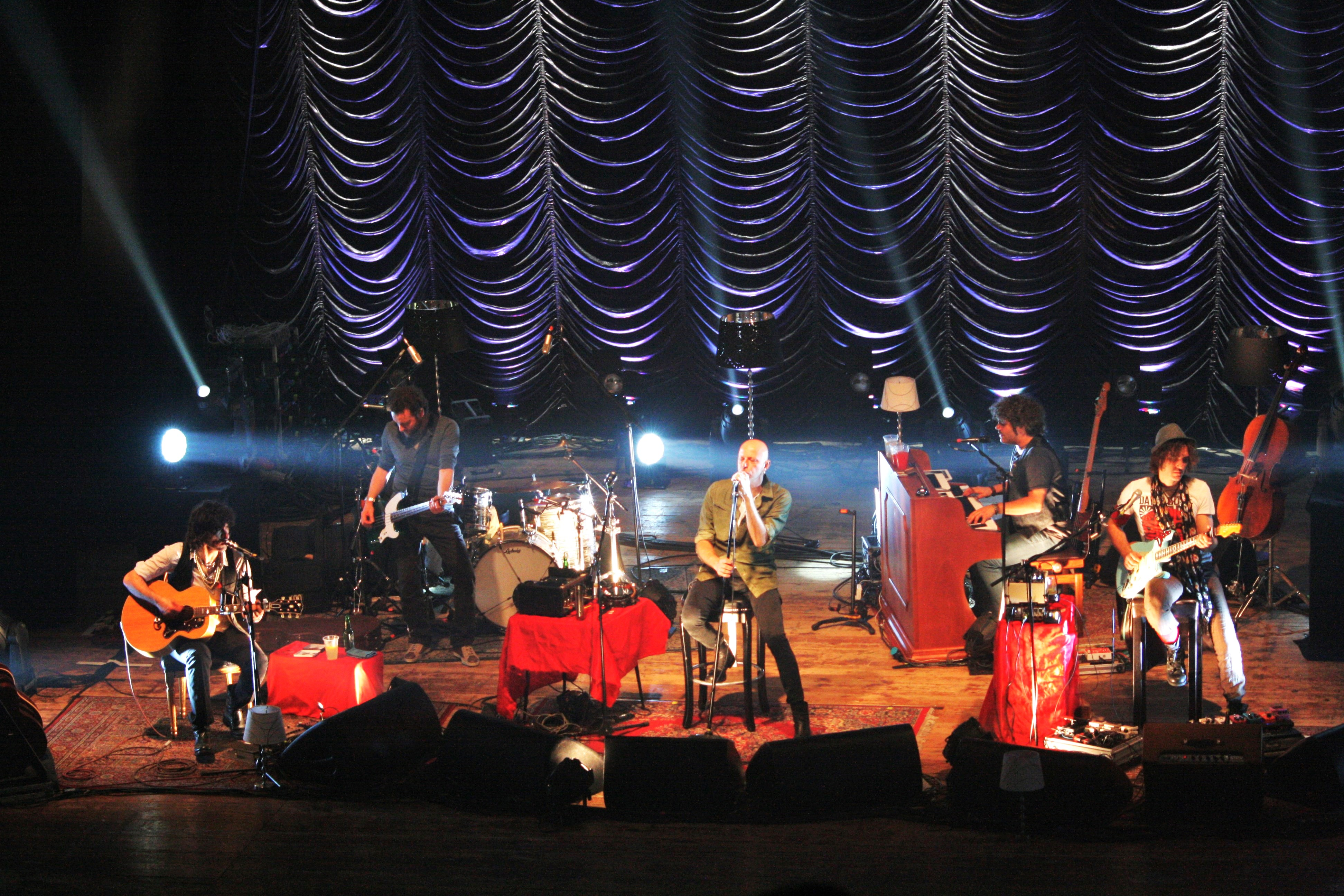
I Negrita in concerto durante l'Unplugged Tour 2013 al Teatro Duni di Matera.

Nel 2013 i Negrita hanno intrapreso la tournée acustica Unplugged Tour 2013, composta da oltre trenta date nei teatri; la prima data si è svolta a Cagli il 14 febbraio, mentre l'ultima a Milano il 7 aprile. Nella scaletta del tour, come confermato dai musicisti stessi, sono stati inseriti (oltre ai consueti classici e ai brani di Dannato vivere) anche dei pezzi risalenti ai primi anni di carriera – da tempo non eseguiti dal vivo – e tratti dagli album Negrita, Paradisi per illusi e XXX. Nella data del 19 marzo a Cesena alla formazione si è unito anche lo storico batterista Zama, che aveva lasciato i Negrita dieci anni prima: per tale occasione sono stati eseguiti alcuni brani esclusivi non più proposti nei concerti successivi. Il 29 giugno 2013 il bassista Franky Ciccio Li Causi ha abbandonato la formazione al fine di «coltivare altre aspirazioni e inseguire altri obiettivi».
Terminato il tour, i Negrita hanno iniziato le lavorazioni inerenti all'album acustico che ripropone tutti i pezzi suonati durante l'ultima tournée in versione studio. Il 30 luglio il gruppo ha annunciato l'uscita del disco, originariamente intitolato Unplugged Sessions e in seguito modificato in Déjà vu al fine di evitare problemi di copyright. L'album è stato pubblicato il 17 settembre e contiene i brani proposti durante l'Unplugged Tour 2013 riarrangiati in chiave acustica, più gli inediti La tua canzone e Anima lieve. Il disco ha ottenuto un buon successo, debuttando in vetta alla Classifica FIMI Album.
Da aprile a giugno del 2014 la band ha partecipato al musical Jesus Christ Superstar presso il Teatro Sistina di Roma. Pau ha interpretato il ruolo di Pilato al fianco di Ted Neeley nel suo ruolo storico di Gesù.

### 9(2015-2016)
Il 24 marzo 2015 è uscito 9, nono album in studio dei Negrita prodotto da Fabrizio Barbacci per la Universal Music Group. Registrato al Grouse Lodge (Rosemount, Irlanda) e masterizzato da Ted Jensen allo Sterling Sound (New York), l'album presenta 13 brani che recuperano le radici più rock della band. L'album ha debuttato al primo posto della Classifica FIMI Album ed è stato anticipato a fine febbraio dal primo singolo, Il gioco, accompagnato dal relativo videoclip. Durante la prima metà di marzo sono stati pubblicati altri tre videoclip: Mondo politico, Poser e Se sei l'amore.
Il 4 marzo 2016 è uscito l'album dal vivo 9 Live&Live, contenente i brani di 9 registrati dal vivo assieme agli inediti I tempi cambiano (scritta assieme a Luciano Ligabue) e Quelli che non sbagliano mai, e un DVD con l'intero concerto tenutosi al Mediolanum Forum di Milano il 18 aprile 2015.
Tra febbraio e aprile 2016 i Negrita hanno intrapreso una tournée di 24 date nei club italiani con il fine di rievocare il periodo degli esordi in cui si esibivano in piccoli locali. Nel mese di ottobre hanno partecipato al Festival della Musica Italiana nel Mondo Hit Week Italia, suonando in 3 club storici di Londra, Tokyo e Los Angeles.

### Desert Yacht Club(2018)
Il 9 marzo 2018 è stato pubblicato il loro decimo album in studio Desert Yacht Club, anticipato dai singoli Adiós paranoia e Scritto sulla pelle. Nuovamente prodotto da Fabrizio Barbacci, il disco rappresenta l'ideale colonna sonora di un viaggio in California che i Negrita hanno precedentemente intrapreso nel deserto di Joshua Tree, in particolare in un'oasi creativa fondata da Alessandro Giuliano.
Dopo svariati anni trascorsi nella sperimentazione di vari stili, il gruppo afferma in questo album l'intenzione a tornare verso le sonorità che hanno caratterizzato i primi anni della loro carriera. Il 25 maggio 2018 pubblicano il singolo Non torneranno più, terzo estratto dall'album.

### I ragazzi stanno beneeMTV Unplugged(2019-2021)
Nel 2019 i Negrita hanno partecipato al sessantanovesimo Festival di Sanremo con il brano I ragazzi stanno bene, classificandosi ventesimi alla serata finale. Parallelamente alla loro partecipazione alla manifestazione, è stata pubblicata la raccolta I ragazzi stanno bene (1994-2019), che celebra i 25 anni di carriera del gruppo e contiene i loro principali successi e tre inediti composti per l'occasione: la suddetta I ragazzi stanno bene, Andalusia e Adesso basta. Il disco è stato promosso nell'estate dello stesso anno attraverso il 25° Anniversary Tour, suddiviso tra concerti semiacustici (denominati La teatrale e svoltisi a maggio) ed elettroacustici (denominati La teatrale Plus e svoltisi tra luglio e agosto).
Durante il 2019, in occasione del suo ventennale, è stato ristampato il quarto album Reset in edizione CD con alcune bonus track e anche su LP; per il 2020 è stato annunciato il tour La teatrale+Reset Celebration. Dopo la sospensione di tutti i concerti dal vivo (avvenuta dopo la data del 29 febbraio 2020 a Montecatini) a causa della pandemia di COVID-19 il gruppo ha intrapreso La Teatrale Summer Tour 2021 tra giugno e agosto in Italia. Il concerto tenuto all'anfiteatro romano di Arezzo è stato registrato e pubblicato il 26 novembre successivo con il titolo MTV Unplugged.

### Celebrazione dei 30 anni di carriera eCanzoni per anni spietati(2024-)
Dopo un tour nei club nell'autunno del 2023, dove la band ha suonato i vecchi classici del repertorio, i Negrita annunciano per il 27 settembre 2024 un concerto-evento all'Unipol Forum per festeggiare i trent'anni di carriera. Durante lo spettacolo vengono proposti due pezzi inediti, Non esistono innocenti amico mio e Nel blu.
Nei mesi successivi la band annuncia ufficialmente un nuovo progetto discografico, intitolato Canzoni per anni spietati, che viene anticipato dal singolo Noi siamo gli altri, uscito il 17 gennaio 2025.
L'album poi viene ufficialmente pubblicato il 28 marzo, contestualmente al nuovo singolo Nel Blu (Lettera ai padroni della terra).

## Formazione
Attuale
- Paolo Bruni – voce, chitarra, armonica a bocca (1991-presente)
- Enrico Salvi – chitarra solista, cori (1991-presente)
- Cesare Petricich – chitarra ritmica, cori (1991-presente)
- Giacomo Rossetti – basso, cori (2014-presente)
- Guglielmo Ridolfo Gagliano – pianoforte, tastiera, violoncello (2013-presente)
- Cristiano Dalla Pellegrina – batteria (2005-presente)

Ex-componenti
- Roberto Zamagni – batteria (1991-2003)
- Franco Li Causi – basso (1991-2013)

Ex-turnisti
- Paolo Valli – batteria (2003-2004)
- Itaiata De Sa – percussioni (2005-2009)
- Gabriele Giovannini – basso (2013-2014)
- Fabrizio Simoncioni – tastiera, cori
- John Type - scratch (2008-2012)

## Discografia

### Album in studio
- 1994 – Negrita
- 1995 – Paradisi per illusi
- 1997 – XXX
- 1999 – Reset
- 2001 – Radio Zombie
- 2005 – L'uomo sogna di volare
- 2008 – HELLdorado
- 2011 – Dannato vivere
- 2015 – 9
- 2018 – Desert Yacht Club
- 2025 – Canzoni per anni spietati

### Album dal vivo
- 2012 – Negrita Live
- 2016 – 9 Live&Live
- 2021 – MTV Unplugged

### Raccolte
- 2003 – Ehi! Negrita
- 2013 – Déjà vu
- 2019 – I ragazzi stanno bene (1994-2019)

### Singoli
- 1996 – In un mare di noia
- 1998 – Mama maé
- 1999 – In ogni atomo
- 1999 – Hollywood
- 2001 – Bambole
- 2001 – Non ci guarderemo indietro mai
- 2003 – Tonight
- 2003 – Magnolia
- 2004 – Sale (feat. Gabriel O'Pensador)
- 2005 – Rotolando verso sud
- 2006 – Destinati a perdersi
- 2008 – Che rumore fa la felicità?
- 2009 – Radio Conga
- 2009 – Gioia infinita
- 2009 – Malavida en Bs. As.
- 2011 – Brucerò per te
- 2011 – Fuori controllo
- 2012 – Il giorno delle verità
- 2012 – Dannato vivere
- 2012 – Immobili
- 2012 – Un giorno di ordinaria magia
- 2012 – La vita incandescente
- 2013 – La tua canzone
- 2013 – Anima lieve
- 2015 – Il gioco
- 2015 – 1989
- 2015 – L'eutanasia del fine settimana
- 2016 – I tempi cambiano
- 2017 – Adiós paranoia
- 2018 – Scritto sulla pelle
- 2018 – Non torneranno più
- 2019 – I ragazzi stanno bene
- 2019 – Andalusia
- 2024 - Non esistono innocenti amico mio
- 2025 - Noi siamo gli altri
- 2025 - Nel blu (Lettera ai padroni della terra)

### Altre pubblicazioni
- 1994 – L'han detto anche gli Stones (su A che ora è la fine del mondo di Luciano Ligabue)
- 2004 – Up Patriots to Arms (su Voli imprevedibili - tributo a Franco Battiato)
- 2005 – È arrivato un bastimento (su La fantastica storia di Edoardo Bennato)
- 2005 – Giramundo (Roy Paci feat. Pau su SuoNoGlobal)
- 2008 – Dove le pietre sono mine (feat. Juanes) - Adattamento in italiano del singolo Minas Piedras dall'album La vida es un Ratico
- 2010 – Como el rio (Bonus track feat. Pau dall'album Aca y ahora dei La Zurda)
- 2013 – Buenos Aires/Napoli Clementino feat. Negrita dall'album Mea culpa

## Videografia

### Album video
- 1995 – La musica che cambia
- 1997 – XXX
- 2003 – Viaggio stereo
- 2006 – Verso sud
- 2012 – Negrita Live

### Video musicali
| Anno | Titolo                                          | Regista/i                         |
| ---- | ----------------------------------------------- | --------------------------------- |
| 1994 | Cambio                                          |                                   |
| 1994 | Rumore                                          | Giuseppe Capotondi                |
| 1994 | Lontani dal mondo                               |                                   |
| 1995 | Oltre il confine                                |                                   |
| 1997 | In un mare di noia                              | Francesco Fei                     |
| 1997 | Sex                                             | Francesco Fei                     |
| 1997 | A modo mio                                      | Francesco Fei                     |
| 1997 | Ho imparato a sognare                           | Francesco Fei                     |
| 1998 | Mama maè                                        | Alessandra Pescetta               |
| 1999 | In ogni atomo                                   | Francesco Fei                     |
| 1999 | Hollywood                                       | Giangi Magnoni                    |
| 2001 | Bambole                                         | Francesco Fei                     |
| 2002 | Non ci guarderemo indietro mai                  | Marco Salom                       |
| 2002 | Vertigine                                       |                                   |
| 2003 | My Way                                          |                                   |
| 2003 | Tonight                                         |                                   |
| 2003 | Magnolia                                        | Beniamino Catena                  |
| 2004 | Sale                                            | Paolo Soravia                     |
| 2005 | Greta                                           | Paolo Soravia                     |
| 2005 | Rotolando verso sud / Rodando hacia el sur      | Paolo Soravia                     |
| 2005 | L'uomo sogna di volare                          | Riccardo Struchil, Paolo Soravia  |
| 2006 | Destinati a perdersi                            | Paolo Soravia                     |
| 2008 | Che rumore fa la felicità?                      | Paolo Doppieri                    |
| 2009 | Radio Conga                                     | Beniamino Catena                  |
| 2009 | Gioia infinita                                  | Paolo Soravia                     |
| 2009 | Malavida en Bs. As.                             | Paolo Soravia                     |
| 2011 | Brucerò per te                                  | Fabio D'Orta                      |
| 2011 | Fuori controllo                                 | Gianmarco Tognazzi, Paolo Soravia |
| 2012 | Il giorno delle verità                          | Paolo Soravia                     |
| 2012 | Dannato vivere                                  | Paolo Soravia                     |
| 2012 | Immobili                                        | Adam Anthony                      |
| 2012 | Un giorno di ordinaria magia (feat. B.B.Cico"z) | Paolo Soravia                     |
| 2012 | La vita incandescente                           | Gianluca "Calu" Montesano         |
| 2013 | La tua canzone                                  | Francesco Fei                     |
| 2013 | Anima lieve                                     | Francesco Fei                     |
| 2015 | Il gioco                                        | Francesco Fei                     |
| 2015 | Poser                                           | Trilathera                        |
| 2015 | Mondo politico                                  | The Secret Family                 |
| 2015 | 1989                                            | The Secret Family                 |
| 2015 | L'eutanasia del fine settimana                  | Marco Pavone                      |
| 2016 | I tempi cambiano                                | Riccardo Guernieri, Sara Tirelli  |
| 2017 | Adiós paranoia                                  | Andrea Folino                     |
| 2018 | Scritto sulla pelle                             | Antonio Chiricò                   |
| 2018 | Non torneranno più                              | Mauro Russo, Druga                |
| 2023 | I ragazzi stanno bene                           | Fabrizio Conte                    |
| 2023 | Andalusia                                       | Jacopo Rondinelli                 |
| 2025 | Nel blu                                         | Saverio Tavano                    |
| 2025 | Buona fortuna                                   | Saverio Tavano                    |

#### Partecipazioni in video di altri artisti
| Anno | Titolo              | Artista                     | Regista/i                        |
| ---- | ------------------- | --------------------------- | -------------------------------- |
| 2009 | Domani              | Artisti Uniti per l'Abruzzo | Ambrogio Lo Giudice              |
| 2014 | Buenos Aires/Napoli | Clementino feat. Negrita    | Ludovico Galletti, Sami Schinaia |

## Tournée
- Negrita Tour '94
- Paradisi per illusi tour '95-'96
- XXX Tour '97-'98
- Reset Tour '99-'00
- Radio Zombie Tour '02
- Ehi! Negrita Tour '03
- Club Tour '03-'04
- South American Tour '04
- L'uomo sogna di volare tour '05-'06
- Verso Sud Live Tour '06
- No Relax Tour '07
- Live in Spain '08
- HELLdorado Tour '09
- Live in Argentina '09
- Europe 2010
- USA Tour 2010
- Dannato Vivere Arena Tour 2012
- American Tour 2012
- Unplugged Tour 2013
- Negrita Tour 2015
- Club Tour 2016
- NegritaLIVE2018
- Negrita 25 Anniversary Tour 2019
- La teatrale + Reset Celebration
- La teatrale Summer Tour 2021
- Negrita 30 2024
- Canzoni Per Anni Spietati Tour 2025
- Negrita Acoustic Trio - Talk & Live Estate 2025
- Canzoni Per Anni Spietati Tour In Elettrico In Teatro 2025

### Colonne sonore
- Oasi, regia di Cristiano Bortone (1995)
- Tre uomini e una gamba, regia di Aldo, Giovanni e Giacomo e Massimo Venier (1997)
- Così è la vita, regia di Aldo, Giovanni e Giacomo e Massimo Venier (1998)

## Premi e riconoscimenti
- MTV Europe Music Awards
  - 1999 – Candidatura al miglior artista italiano
- Music Awards
  - 2015 – Premio CD Oro per 9
- Premio MEI
  - 2019 – Premio alla carriera[33]

### Altri riconoscimenti
- 2016 – Premio Fabrizio De André alla carriera[34]